# Prudence et la Pilule
Pour plus de détails, voir Fiche technique et Distribution.
Prudence et la Pilule (Prudence and the Pill) est un film britannique réalisé par Fielder Cook et Ronald Neame, sorti en 1968.

## Synopsis
Gerald et Prudence Hardcastle ne se parlent plus et font chambre à part, Gerald se console avec sa maîtresse Elizabeth et Prudence a une liaison avec son docteur, Alan Hewitt. Le frère de Gerald, Henry, est, lui, heureux en ménage avec sa femme Grace. Mais un jour Grace se retrouve enceinte, sa fille Geraldine ayant remplacé les pilules contraceptives de sa mère par des cachets d'aspirine, afin qu'elle ne rende pas compte qu'elle prenait elle-même la pilule. Sur les conseils d'Elizabeth, Gerald décide d'en faire autant avec les pilules de Prudence, dans l'espoir qu'elle tombe enceinte d'Alan et qu'il puisse alors divorcer. Mais son plan échoue car les fausses pilules ont été remplacées par des vraies par Rose, la bonne, qui croyait en fait faire l'inverse. Finalement Rose, Geraldine, Prudence et Elizabeth vont toutes se retrouver enceintes.

## Fiche technique
- Titre original : Prudence and the Pill
- Titre français : Prudence et la Pilule
- Réalisation : Fielder Cook et Ronald Neame (voir infra)
- Scénario : Hugh Mills, d'après son roman Prudence and the Pill
- Direction artistique : Wilfred Shingleton, Fred Carter
- Décors : John Jarvis
- Costumes : Julie Harris
- Photographie : Ted Moore
- Son : Bert Ross
- Montage : Norman Savage
- Musique : Bernard Ebbinghouse
- Production : Kenneth Harper (en), Ronald Kahn
- Société de production : Twentieth Century-Fox
- Société de distribution : Twentieth Century-Fox
- Pays d'origine :  Royaume-Uni[1]
- Langue originale : anglais
- Format : couleur (De Luxe (en)) — 35 mm — 1,37:1 — son mono (Westrex Recording System)
- Genre : comédie
- Durée : 92 minutes
- Dates de sortie : 
  - États-Unis : 23 mai 1968
  - France : 19 juillet 1968
- Affiches : Raymond Elseviers (Belgique), Boris Grinsson (France)

## Distribution
- Deborah Kerr : Prudence Hardcastle
- David Niven : Gerald Hardcastle
- Robert Coote : Henry Hardcastle
- Irina Demick : Elizabeth Brett
- Joyce Redman : Grace Hardcastle
- Judy Geeson : Geraldine Hardcastle
- Keith Michell : Alan Huart
- Edith Evans : Lady Roberta Bates
- Lord David Dundas (en) : Tony Bates
- Vickery Turner (en) : Rose, la bonne
- Hugh Armstrong : Ted, le chauffeur

## Chansons du film
- "The Pill" et "Too Soon to Tell You" : paroles et musique de Bernard Ebbinghouse

## Production
- Ronald Neame termina le film après que Fielder Cook eut démissionné[2].